# Panaphis caricicola
Panaphis caricicola är en insektsart. Panaphis caricicola ingår i släktet Panaphis och familjen långrörsbladlöss. Inga underarter finns listade i Catalogue of Life.